# Вальдкірхен-ан-дер-Тая
Вальдкірхен-ан-дер-Тая (нім. Waldkirchen an der Thaya) — ярмаркова комуна  (нім. Marktgemeinde)  в Австрії, у федеральній землі  Нижня Австрія.
Входить до складу округу Вайдгофен-ан-дер-Тайя. Населення становить 535 осіб (станом на 31 грудня 2013 року). Займає площу 42 км². Вальдкірхен був вперше зареєстрований у 1188 році, став ринковим містом у 1928 році.
Прихід Святого Мартіна був романським, але перебудований в стилі бароко. Його вежа була побудована у 1713—1715. Костніца на південний схід від церкви була зведена у 1773. У Вальдкірхені знаходиться меморіал судетських німців та замок Gilgenberg, котрий є пам'ятником пізнього Відродження і сходить до більш раннього часу.

## Розташування
|            | Чехія                  | Чехія             |
| Доберсберг | Розташування           | Раабс-ан-дер-Тайя |
|            | Карльштайн-ан-дер-Тайя |                   |

## Населення
За результатами перепису 2001 року налічувалося 669 жителів. У 1991 році — 758 жителів, в 1981 році — 902, в 1971 році — 1070 жителів.